# Кларк, Уоррен
Уоррен Кларк (англ. Warren Clarke, 26 апреля 1947, Олдем — 12 ноября 2014) — британский актёр.

## Биография
Кларк родился в Олдем, графство Ланкашир. Его первым телевизионным появлением была роль в мыльной опере «Улица Коронации». Первым серьезным появлением в кино стал знаменитый фильм Стэнли Кубрика «Заводной апельсин» (1971). Сыграл широкий диапазон ролей на ТВ и в кино-постановках как в Великобритании, так и за рубежом. Одна из его самых заметных ролей — российский диссидент в фильме Клинта Иствуда «Firefox» (1982).
В фильме Роджера Янга «ГУЛАГ» («GULAG», 1985) он опять встретился на съемочной площадке с Малкольмом Макдауэллом, сыграв одну из главных ролей — русского казака, совершившего побег из лагеря в компании американца (Дэвид Кит) и англичанина (Малкольм Макдауэлл). Наибольшую известность ему принесла роль полицейского Эндрю Дэлзила в телесериале «Дэлзил и Пэскоу».
Умер в ноябре 2014 года после непродолжительной болезни.